# Joseph Hayes (autor)
Joseph Hayes (Indianápolis, 1918 - San Agustín, 11 de septiembre de 2006) fue un novelista, productor y guionista estadounidense. Se formó en la Universidad de Indiana, trabajando para la radio en Nueva YorkEl autor de una de las muchas versiones del cuento "La llorona"
Las horas desesperadas fue su obra más importante que fue llevada al teatro en 1954 en Broadway con Paul Newman, George Grizzard y Karl Malden y con la que obtuvo el Premio Tony en 1995. Más tarde la obra fue llevada al cine con guion del propio Hayes con el título Horas desesperadas, con William Wyler, Humphrey Bogart y Fredric March. Michael Cimino realizó de nuevo un remake de la película en 1990. También realizó un guion para Disney para la película Bon Voyage.